# 저예산 영화
저예산 영화(低豫算映畵, 영어: low-budget film)는 적은 예산으로 만든 영화 작품들을 뜻한다. 많은 독립 영화가 여기에 해당한다.
주요 영화 스튜디오나 개인 투자자로부터 자금을 거의 또는 전혀 받지 않고 촬영한 영화이다. 많은 독립 영화가 저예산으로 제작되지만, 경험이 없거나 알려지지 않은 영화 제작자와 함께 주류 회로에서 제작된 영화도 저예산일 수 있다. 많은 젊거나 초보 영화 제작자들은 더 큰 제작을 하기 전에 자신의 재능을 증명하기 위해 저예산 영화를 촬영한다. 어떤 형태로든 관심이나 찬사를 얻지 못하는 대부분의 저예산 영화는 시장성, 모양, 내러티브 스토리 또는 전제가 부족하기 때문에 극장에서 개봉되지 않고 곧바로 소매점으로 보내지는 경우가 많다. 저예산 제작을 정의하는 정확한 숫자는 없으며 장르와 국가 모두에 상대적이다. 한 나라에서는 저예산 영화가 다른 나라에서는 큰 예산이 될 수 있다. 현대의 젊은 영화 제작자들은 사전 홍보를 위해 영화제에 의존한다. 그들은 이것을 사용하여 영화에 대한 찬사와 관심을 얻고 종종 극장에서 제한적으로 개봉된다. 컬트 추종자를 얻는 영화는 광범위하게 개봉될 수 있다. 저예산 영화는 전문 제작물이거나 아마추어 영화일 수 있다. 전문가용 또는 소비자용 장비를 사용하여 촬영한다.
일부 장르는 다른 장르보다 저예산 영화 제작에 더 도움이 된다. 공포 영화는 저예산 감독 데뷔작들에게 매우 인기 있는 장르이다. 2012년 영화 더 배터리(The Battery)의 감독인 제레미 가드너는 공포 팬들이 영화 배우를 보는 것보다 영화가 그들에게 미치는 영향에 더 끌린다고 말한다. 이를 통해 공포 영화는 값비싼 캐스팅 선택보다 반응을 유발하는 데 더 집중할 수 있다. 스릴러 영화는 내러티브에 중점을 두기 때문에 저예산 영화로도 인기가 있다. 한때 B급 영화의 영역이었던 SF 영화는 종종 특수 효과를 수용하기 위해 큰 예산이 필요하지만, 특히 스토리와 캐릭터화에 초점을 맞출 때 저비용 DIY 컴퓨터 생성 이미지를 사용하면 비용을 감당할 수 있다. 파운드 푸티지로 촬영하는 것과 같은 플롯 장치는 제작 비용을 낮출 수 있으며 저수지의 개들 또는 섹스 거짓말 그리고 비디오테이프와 같은 확장된 대화에 의존하는 스크립트는 많은 세트 없이 청중을 즐겁게 할 수 있다.

## 같이 보기
- 필름메이킹